# Chyżynci (obwód żytomierski)
Chyżynci (ukr. Хижинці) – wieś na Ukrainie, w obwodzie żytomierskim, w rejonie romanowskim.